# Peperomia digitinervia
Peperomia digitinervia är en pepparväxtart som beskrevs av William Trelease. Peperomia digitinervia ingår i släktet peperomior, och familjen pepparväxter. Inga underarter finns listade i Catalogue of Life.